# Турецький стовп (Меджибож)
Турецький стовп — пам'ятка архітектури місцевого значення в Україні в с. Меджибож, Хмельницька область.

### Відомості
Колона являє собою стовп-обеліск, квадратний в плані, що поступово звужується догори, з трискатним завершенням. Знаходиться на північний захід від Меджібожського замку, на протилежному березі Південного Бугу.
Колону збудували в кінці 17 століття. Вона служила пам'ятником біля могили турецького воєначальника. Місцеві жителі називають пам'ятку «Турецьким стовпом», бо з'явився він у той час, коли в селищі містився турецький гарнізон.